# 基巴谢
基巴谢（Quibaxe）是安哥拉本哥省登博斯县的一个市镇和城镇，2014年人口18176。